# ローズライナー

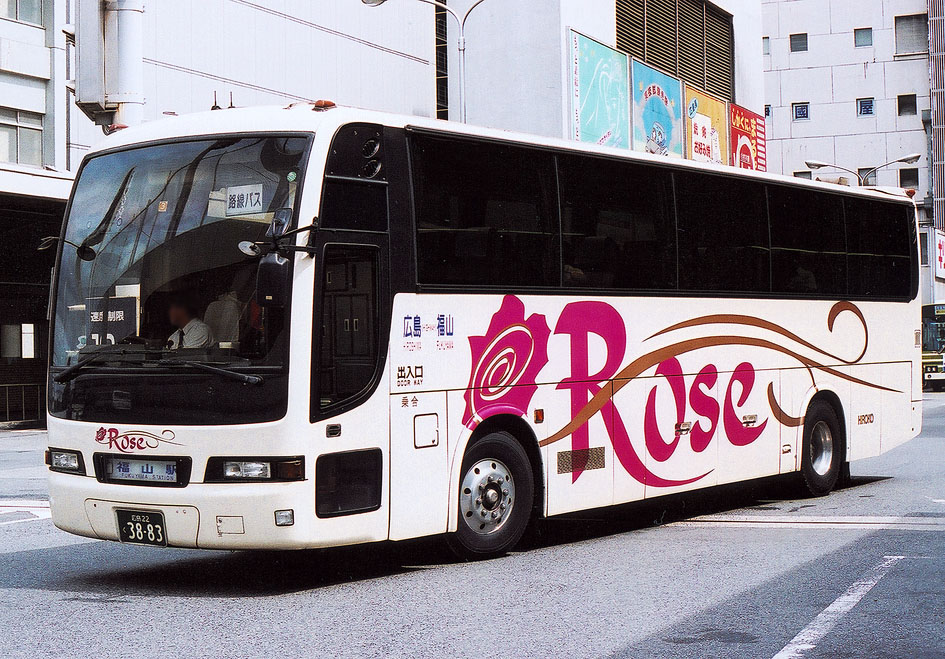
ローズライナー
（広島交通）

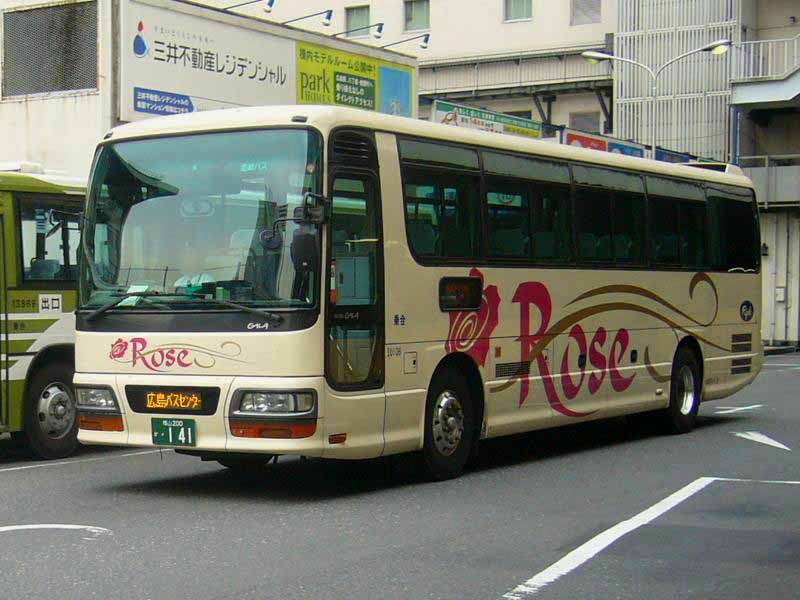
ローズライナー
（中国バス）

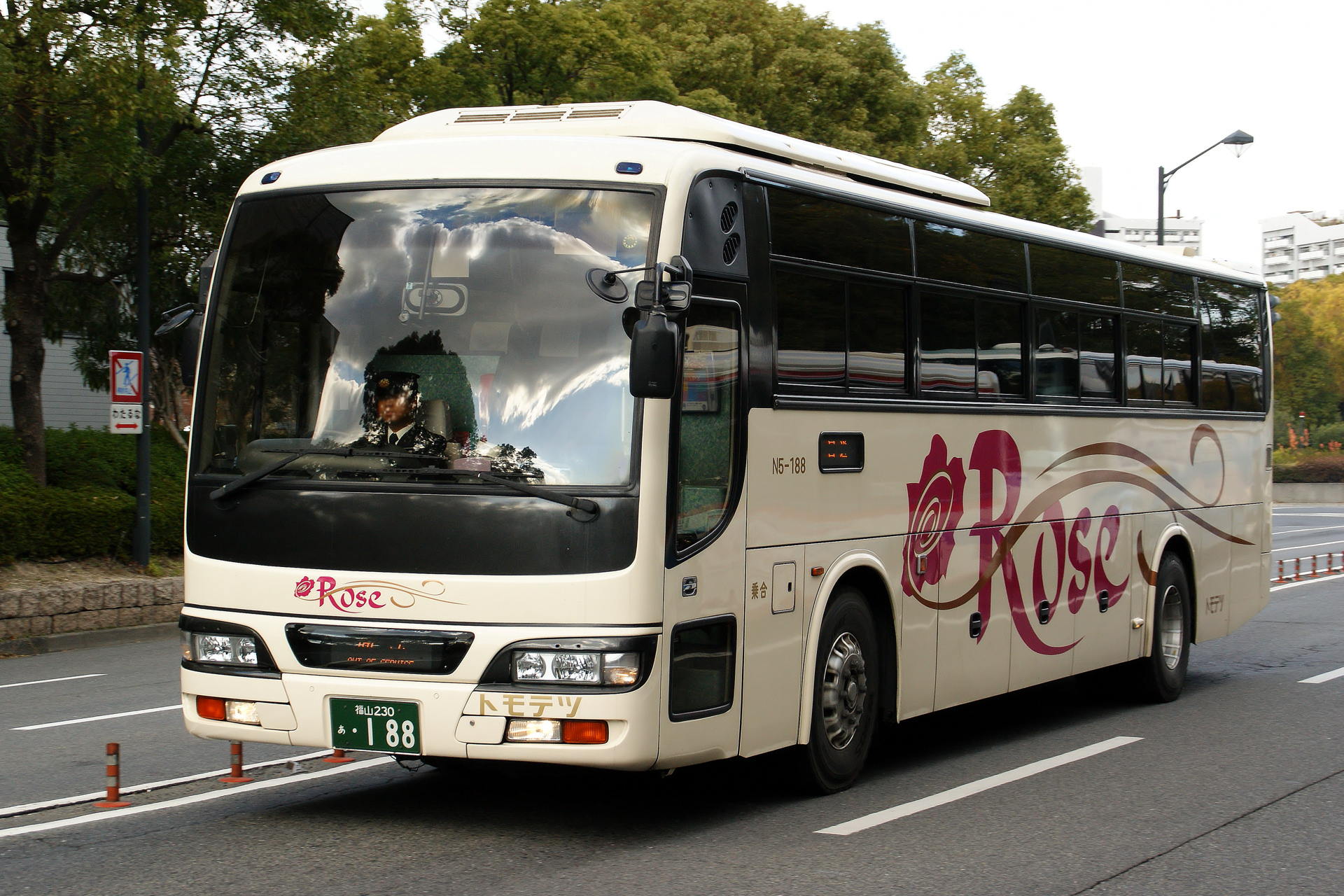
ローズライナー
（トモテツバス）

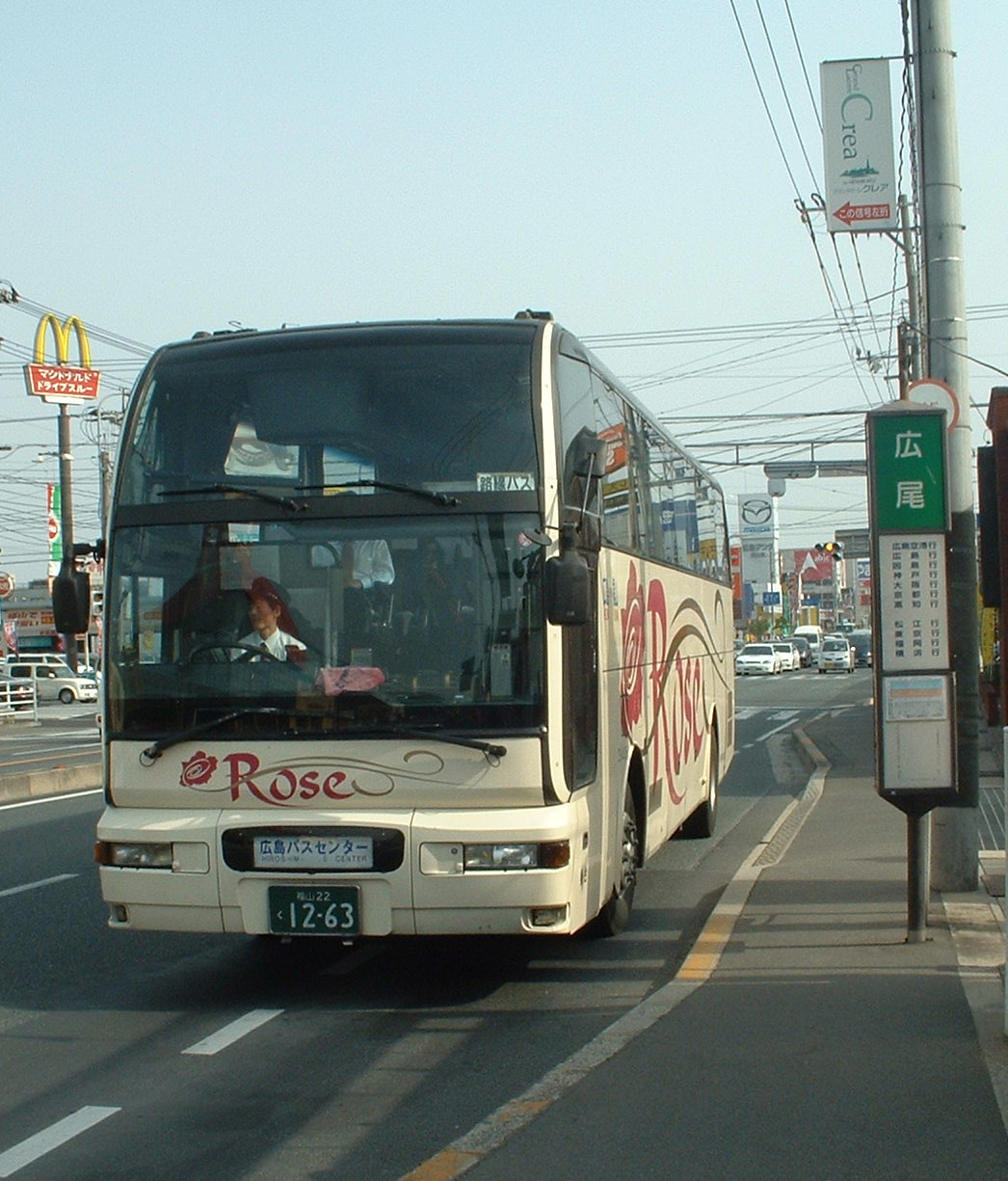
ローズライナー
（井笠鉄道（2006年撮影当時））

ローズライナーは、広島市と福山市を結ぶ高速バスである。

## 概要
当路線は、元々中国バスが計画していたものであり、当初は広島電鉄との共同運行を予定していた。しかし、広電は「山陽新幹線との競合で不採算は確実」との理由で不参入を表明したため、広島側が広島交通に変更された。さらに、新幹線との競合上、本数を1日36往復と多くしたため、2社での運行は困難であり、福山側の井笠鉄道(当時)・トモテツバスが参入し、4社での運行となった。開設当初、新幹線が並行する100km程度の区間に後発で高速バス路線を開設した例は珍しく、在来線（山陽本線）も含めたJR西日本との競合の模様が鉄道ジャーナルに取り上げられている。のちにJRバス中国が参入し、計5社の共同運行となったが、中国ジェイアールバスの撤退、加えて井笠鉄道が中国バスへ吸収され、現在は3社による運行となっている。
本路線を開設する中心となった広島交通・中国バスでは、この路線の業績が好調であったことを受けて、「リードライナー」「フラワーライナー」「ピースライナー」など、広島県東部と広島市を結ぶ高速バスを次々と開設していった。
愛称名は、福山市の市花であるバラ（英：Rose）に由来する。

## 運行会社
- 広島交通（高陽営業所が担当）
  - グループ企業の広交観光（主に広島県外発着路線を担当）の車両・乗務員が担当する場合もあるため、2024年12月時点の本路線の公式ホームページには、両社の社名が併記されている。
- 中国バス（福山営業所が担当）
  - 他の営業所や、グループ企業の井笠バスカンパニーに所属または管理委託（後者は社名が中国バス表記）の車両・乗務員が担当する場合もある。
- トモテツバス（福山営業所が担当）

### かつて運行していた会社
- 中国JRバス（現；JRバス中国。広島支店および岡山支店）
  - 福山に拠点がないため、広福ライナー夜行便の送り込み運用を兼ねていた。広福ライナーの中国バス担当日は岡山支店から車両を回送して充当。
- 井笠鉄道（原則として福山自動車営業所）
  - 正式な運行会社ではないが、中国バス公式ウェブサイトの本路線およびリードライナーのページには、問い合わせ先に井笠鉄道の事業を継承した井笠バスカンパニー福山営業所も記載されていた時期もあった。

## 停車停留所
＜（広島駅 ← 合同庁舎前 ← ）広島バスセンター - 新白島駅 - 不動院 - 中筋駅＞ - ＜福山本郷BS - 千田BS - 広尾 - 千間土手東 - 入船町 - 福山駅前＞
- クローズドドアシステムを採用しているため＜停留所 - 停留所＞でくくった中は広島行きでは福山側は乗車のみ、広島側は下車のみ。福山行きでは広島側は乗車のみ、福山側は下車のみ可能である。
- 広島駅・合同庁舎前は広島行きの一部便のみ停車、福山行きはすべて広島バスセンター始発となり経由しない（2005年8月31日までは広島駅始発便もあった）。
- かつて運行されていたTHE OUTLETS HIROSHIMA発着便は広島駅前・合同庁舎前を、直行便は福山本郷BS〜THE OUTLETS HIROSHIMA間はノンストップ運行だった。

### 運行経路
広島市内 - 国道54号 - 広島IC - 山陽自動車道 - 福山東IC - 国道182号 - 国道2号 - 福山市内
- かつて運行されていたTHE OUTLETS HIROSHIMA発着便はTHE OUTLETS HIROSHIMA - 沼田出入口 - 広島高速4号線 - 中広出入口 - 広島バスセンター経由で、直行便はTHE OUTLETS HIROSHIMA - 五日市IC - 山陽自動車道経由で運行していた。

## 運行回数
- 昼行便1日36往復。

## 歴史
- 1994年（平成6年）3月21日：広島交通・中国バス・井笠鉄道・トモテツバスの4社により運行開始。1日36往復。
- 2002年（平成14年）6月1日：中国JRバスが参入[1]。1日37往復に増便[1]。
- 2003年（平成15年）2月1日：飲み物・おしぼりなどのサービスを廃止。
- 2005年（平成17年）9月1日：福山行を全便広島バスセンター始発に変更（広島駅・合同庁舎前は広島駅行きの降車専用停留所となる）。
- 2006年（平成18年）12月22日：旧・中国バスの事業廃止により、同社担当便を新・中国バス（両備バスの100%子会社）に移管。
- 2009年（平成21年）2月28日：この日限りで中国JRバスが撤退。
- 2012年（平成24年）10月31日：この日限りで井笠鉄道がバス事業廃止により撤退。井笠鉄道が運行していた便は中国バス・井笠バスカンパニーが承継。
- 2013年（平成25年）3月31日：1日36往復に減便。
- 2018年（平成30年）4月27日：2往復をTHE OUTLETS HIROSHIMAに延伸。うち1往復は直行便として運行。
- 2020年（令和2年）4月1日：THE OUTLETS HIROSHIMA発着便を廃止。
- 2025年  (令和7年)  3月30日 : この日から交通系ICカードが利用できるようになる

## 車両
- 原則として4列シート・トイレ付きの車両で運行されるが、中国バス担当便はトイレ無し車両で運行される場合あり。